# Devarapalle, Visakhapatnam
Devarapalle là một mandal thuộc huyện Visakhapatnam, bang Andhra Pradesh.